# Ruská
Pour les articles homonymes, voir Ruska.
Ruská est un village de Slovaquie situé dans la région de Košice.

## Histoire
Première mention écrite du village en 1195.
La localité fut annexée par la Hongrie après le premier arbitrage de Vienne le 2 novembre 1938. En 1938, on comptait 614 habitants dont 12 d'origines juives. Elle faisait partie du district de Veľké Kapušany (hongrois : Nagykaposi járás). Le nom de la localité avant la Seconde Guerre mondiale était Ruská/Ruszka. Durant la période 1938 - 1945, le nom hongrois Dobóruszka était d'usage. À la libération, la commune a été réintégrée dans la Tchécoslovaquie reconstituée.

## Démographie

### Évolution de la population
| Année:               | 1994. | 2004.   | 2014.   | 2024.   |
| -------------------- | ----- | ------- | ------- | ------- |
| Nombre de personnes: | 575   | 590     | 609     | 615     |
| Différence:          |       | +2,60 % | +3,22 % | +0,98 % |

| Année:               | 2023. | 2024.   |
| -------------------- | ----- | ------- |
| Nombre de personnes: | 608   | 615     |
| Différence:          |       | +1,15 % |

## Politique
| Nom            | Parti politique | Date de l'élection | Fin du mandat |
| -------------- | --------------- | ------------------ | ------------- |
| László Lakatos | SMK-MKP         | 02.12.2006         | Déc. 2010     |